# Enkeltgravskultur
Enkeltgravskulturen (tyska  Einzelgrabkultur) var en yngre mellanneolitisk kultur omkring 2900–2200 f.Kr. som troligen kom söderifrån till Holstein och vidare till sydvästra Skandinavien främst Jylland. Karakteristisk för enkeltgravskulturen är stridsyxorna med skafthål, tillverkade av exklusiva eller i varje fall av homogena bergarter, samt av snörornamenterad keramik. Bland tidens mest vanliga yxor märks också relativt grovt utförda tjocknackiga flintyxor.
Kulturen praktiserade att begrava människor i enskilda gravar,  och den döde fick oftast med sig en stridsyxa, bärnstenspärlor och keramikkärl i graven. Kulturen var en lokal variant av den snörkeramiska kulturen och verkar ha uppstått genom flyttningar av folk från den pontisk–kaspiska stäppen.

## Historia

### Ursprung, utbredning och ersättning
Enkeltgravskulturen var en utveckling av den snörkeramiska kulturkretsen. Den snörkeramiska kulturen var i sin tur en utveckling av Jamnakulturen från den pontiska och kaspiska stäppen. På västra delen av nordeuropeiska slättlandet ersatte enkeltgravskulturen trattbägarkulturen.
I Danmark är kulturen mest koncentrerad till Jylland, där dess framträdande är samtidig med storskalig skogsavverkning och en expansion av omfattande betesdrift av främst hjordar med nötkreatur. I östra Danmark är enkeltgravskulturen under en kortare tid samtidig med den gropkeramiska kulturen och trattbägarkulturen. Enkeltgravskulturen behöll sina förbindelser med andra grupper inom den snörkeramiska kulturgruppen.
Enkeltgravskulturen ersattes i det västeuropeiska området av klockbägarkulturen. Enligt den så kallade holländska modellen så utvecklades klockbägaren av den så kallade   Protruding-Foot Beaker culture (PFB) vid nedre Rhen. Andra forskare tror att kulturen utvecklades på iberiska halvön.

## Forskningshistoria
Benämningen Enkeltgravskultur användes först av den danske arkeologen Andreas Peter Madsen under sent 1800-tal. Han fann att ensamgravar från denna kultur var helt annorlunda än tidigare kända dösar, långhögar och gånggrifter. 1898 presenterade den danske arkeologen Sophus Müller hypotesen att det var två olika folkgrupper och att Enkelgravskulturen är spåren efter nya invandrare från söder.
Relativ och absolut kronologi
Flera återbegravningar i de låga högar som är typiska för kulturen på Jylland gjorde det möjligt att skapa en relativ kronologi. I Jylland kan tre faser utskiljas som redan   Sophus Müller föreslog, och som senare har ytterligare klarlagts av  P. V. Glob och också av E. Hübner, som dessutom satte absoluta dateringar i kalenderår på de olika faserna. Dessa faser kallas undergravstid, bottengravstid och övergravstid.(Se Glob och Hübner nedan)
Namnet "enkeltgravskulturen" är danskt och kommer av de gravar som uppfördes. Inom den jyska enkeltgravskulturen skiljer man beroende på gravens placering i gravhögarna mellan tre på varandra följande perioder:
- Undergravstid — då gravarna var nedgrävda under marknivå och den gravlagde ligger i så kallad sidoställning med uppdragna knän och med en båtyxa framför ansiktet.
- Bottengravstid — då gravarna främst anlades i form av en hög men som även sträckte sig under mark.
- Övergravstid — då gravarna istället uppfördes som låga högar över marknivå, ofta ovanför botten- och undergravarna.

P. V. Glob gjorde observationen att så kallade  A-yxor kan hänföras till undergravstid i hela det snörkeramiska kulturområdet. Detta ledde till ett antagande av en samtidig gemensam europeisk  A-horisont. Detta har senare visat sig vara fel. Klassifikationen som föreslogs av Glob har däremot kunnat verifieras för Jylland och  Schleswig-Holstein, och den har nu försetts med absoluta dateringar. (se Hübner). Yngre neolitikum  I (svenska mellanneolitikum B) motsvarar undergravstid med dateringen 2850-2600 f.Kr. Yngre neolitikum II motsvarar bottengravstid 2600-2450 f.Kr. och yngre neolitikum IIIa motsvarar övergravstid och dateras 2450-2250 f.Kr. I norra Tyskland kan detta stämma i det stora hela men inte med samma exakta precision som i Danmark. Yngre neolitikum IIIb överlappar med början av senneolitikum (äldre dolktid) Det motsvarar tidig bronsålder i centraleuropeisk terminologi. 
Den danska enkeltgravskulturen hade två grenar: den jyska enkeltgravskuturen och den ödanska enkeltgravskulturen. De två grenarna representerar var sin lokalgrupp inom de snörkeramiska kulturerna, ett komplex av besläktade kulturer med utbredning i Central- och Östeuropa men även långt in i Ryssland. Själland och de närliggande öarna saknar dock i hög grad såväl föremål som gravar tillhörande den snörkeramiska kulturen, och skiljer därför i likhet med Gotland, för svensk del, radikalt vad man ofta menar med snörkeramisk kultur, där de fåtaliga fynden snarare ska förklaras genom kontakt och inte genom en egen kultur. Således finns det i egentlig mening bara en snörkeramisk kultur i Danmark,
Det är under enkeltgravskulturen som hjulet för första gången uppträder i Norden. I tre mossar på Jylland i Danmark har man funnit massiva hjul av ek, tillverkade av ett enda trästycke och således utan ekrar. Hjulen hade en diameter på omkring 90 centimeter. Motsvarande hjul har även återfunnits i Nederländerna från samma tid. Troligen har de använts till tvåhjuliga kärror dragna av oxar. Andra fynd antyder att hästen har hållits som husdjur. Troligen har även stridsyxekulturen nyttjat hästen och hjulet som redskap men några säkra belägg finns inte.
Enkeltgravskulturen efterträddes av dolkkulturen, även kallad den senneolitiska perioden, 2350-1800 f.Kr. varefter bronsföremål dök upp bland de arkeologiska fynden. Vid detta kulturskifte kom åter igen Sverige-Norge och Jylland att ingå i en och samma kultur, precis som under tiden före enkeltgravskulturens tid.

## Kännetecken

### Begravningar och försörjningsbas
Kulturen är känd i huvudsak från sina begravningshögar. Tusentals sådana högar har hittats. Dessa är låga, cirkulära jordhögar. Ursprungligen omgavs högarna av en cirkel av kluvet timmer. I låga gravar fanns  ofta en eller två plankkistor. Varje kista innehöll bara en individ. Vid vissa tillfällen anlades nya gravar oxg högar ovanpå de gamla gravarna. Manliga individer var typiskt begravda med stridsyxor, bärnstenskivor och flintredskap. Kvinnor begravdes med bärnstenshalsband gjorda av små pärlor. Båda könen begravdes med bägare av keramik. Dessa har troligtvis innehållit någon sorts jäst dryck möjligen öl. Den likformiga begravningsritualen i enkeltgravskulturen har tolkats som tydande på jämlikhet mellan könen i kulturen.
Enkeltgravskulturen var en utpräglad herdekultur med särskild inriktning på nötkreatursavel. De hade också jordbruk med korn som huvudgröda. Jakt och fiske var fortsatt betydande vilket åtskilliga fynd från Jylland, Schleswig-Holstein, Mecklenburg-Vorpommern och Nederländerna bevisar.

### Keramik och stridsyxor
Kulturens keramik hade snörintryck liksom hos övriga grupper inom den snörkeramiska traditionen. Kulturens förkärlek för dryckesbägare är allaredan karakteristisk för den tidigare trattbägarkulturen. Den sammansmälter sedan med de nyanlända snörkeramikernas tradition. Särskilt i västra Skandinavien och norra Tyskland hade dryckesbägarna en utstickande fot och definierar Protruding-Foot Beaker culture (PFB) som en undergrupp inom enkeltgravskulturen.
Många arkeologiska kulturer definieras av sin keramik och keramikens typologiska och kronologiska utveckling. För enkeltgravskulturen är det istället stridsyxorna som är den viktigaste artefakten för att studera kulturens kronologi. Stridsyxorna av väl definierade typer som också är kronologiskt avskilda. I allmänhet kan de delas in i typerna A till L och varje typ har flera undertyper. Denna indelning baseras på Globs arbete och Hübners fortsatta arbete med detta material. 
Yngre neolitikum I har yxtyperna A till F.  A1 yxan är den form som hittas i ett överregionalt område och som på många platser kallas för A-yxan, eller paneuropeiska hammaryxan med en grov översättning från engelskan.  A2 och A3 yxorna är å andra sidan begränsade i sin förekomst till enkeltgravkulturen speciellt på Jylland. och med mindre förekomst redan i Schleswig-Holstein. På samma sätt är det med typerna B till L. Den största variationen och de mest utvecklade formerna finns på Jylland. Från detta område minskar variationen kontinuerligt ju längre bort man kommer.
Under yngre neolotikum  II, finns flest yxor av H, G och I varianterna. Yxor av typen I kallas oftast båtyxor på grund av sin form. 
Under yngre neolitikum III  dominerar yxor av K och L typ. K-yxorna har skafthål som har ett hål lite närmare nacken på yxan än eggen. Detta är en sen utveckling och innan detta dominerade skafthål i mitten av yxan. Dessutom finns i den sena enkeltgravkulturen JN III enligt Hübner både mycket långa och artistiskt formade yxor till exempel typen K1, men också mycket små och klumpiga typer som K5. Detta antyder att statusen hos yxonar utvecklas olika inom kulturen. Detta stöds ytterligare av sedan av att  depåer med yxor och flera andra artefakter nedlades, vilket inte började praktiseras förrän sent i yngre neolitikum III. I motsats till vad många tror har de flest stridsyxorna hittats som lösfynd och inte i gravfynd.

## Placering i den snörkeramiska kulturen
Enkeltgravskulturen på Jylland var en av de allra tidigaste undergrupperna till den snörkeramiska kulturen i nordöstra Europa. När en närbesläktad kultur uppstod i Sverige-Norge lite senare, mest känt som Stridsyxekulturen hade redan betydande skillnader uppstått. Dessa skillnader blev ännu större och utmärkande under de kommande seklerna. Under dessa sekler skulle Jylland behålla sina starka kontakter med Nederländerna och norra Tyskland, samt säreget nog delar av Ryssland. Sverige-Norge hade starka kontakter med främst Finland men också med Baltikum.

## Genetiska fynd
I Nature i juni 2015, publicerades en genetisk studie av en grav där en man begravts i Kyndeløse, Danmark daterad till cirka 2850 f.Kr.-2500. Han var bärare av haplogruppen R1a1a1 på fädernet och haplogruppen J1c4 på mödernet. Detta resultat överensstämmer med andra personer av snörkeramiskt ursprung, han kan klassificeras som ha ett ursprung i gruppen Western Steppe Herder (WSH).
I januari 2021 publicerades en studie av kvarlevor av gravar från enkeltgravskultur i Gjerrild, Danmark. En manlig individ hade haplogrupp R1b1 från fadern och haplogrupp K2a från modern. Kvinnan hade mtDNA haplogrupp HV0. Graven är daterad till cirka 2500 f.Kr.